# Anthony Katagas
Anthony Katagas (Nova Iorque, 1 de janeiro de 1971) é um produtor cinematográfico norte-americano. Como reconhecimento, venceu, no Oscar 2014, a categoria de Melhor Filme por 12 Years a Slave.